# Dorchester (Dorset)
Dorchester ist eine Stadt im Südwesten der englischen Grafschaft Dorset. Sie ist der Verwaltungssitz der Grafschaft.
Dorchester liegt am Fluss Frome ungefähr 35 km westlich von Poole und rund 8 km nördlich von Weymouth. Die Stadt hat 16.171 Einwohner (2002); im Einzugsbereich leben etwa 40.000 Menschen. Am westlichen Stadtrand liegt Poundbury, ein unter anderen von Prinz Charles konzipiertes Modelldorf.

## Geschichte
Etwa 3 km südwestlich des Stadtzentrums befindet sich das eisenzeitliche Maiden Castle mit dem Maiden Castle Bank Barrow. Erst mit der Einnahme dieser Wallanlage, eine der größten in vorrömischer Zeit, galt den Römern und Sachsen ihre Invasion in Dorset als gelungen.
Dorchester selbst, das ursprünglich Durnovaria hieß, wurde von den Römern im Jahre 70 gegründet. Überreste der römischen Stadtmauern und der Grundmauern des Rathauses sind bis heute erhalten. Am südlichen Stadtrand befindet sich Maumbury Rings, ein neolithischer Steinkreis, der von den Römern als Amphitheater verwendet wurde.
Im 17. Jahrhundert war Dorchester ein Zentrum der puritanischen Auswanderung nach Nordamerika, die vornehmlich von Reverend John White unterstützt wurde (siehe auch Dorchester Company). Einige Auswanderer aus Dorchester gründeten die Stadt Dorchester in Massachusetts.
Nach dem Tod von König Karl II. versuchte dessen illegitimer Sohn James Scott, 1. Duke of Monmouth, seinen Onkel Jakob II. als Nachfolger Karls vom Thron zu verdrängen. Im Zuge dieser Monmouth Rebellion (auch Pitchfork Rebellion) misslang James Scott die Einnahme von Dorchester und 300 seiner Leute wurden vom Richter George Jeffreys, 1. Baron Jeffreys zum Tode verurteilt oder in die Verbannung geschickt. Diese Prozesse sind als Bloody Assizes bekannt.
Große Teile von Dorchester wurden durch zwei große Feuersbrünste in den Jahren 1613 und 1725 zerstört. Dennoch finden sich im Stadtzentrum noch einige mittelalterliche Bauten und das im Tudorstil gebaute Armenhaus.
Im Jahr 1834 kam es zum Prozess gegen die  Tolpuddle Martyrs: Sechs Landarbeiter gründeten in Tolpuddle eine Landarbeitergewerkschaft. Da sie dies in Form eines Geheimbundes machten, wurden sie in Dorchester vor Gericht gebracht, denn in dieser Zeit waren Gewerkschaften bereits legal, geheime Absprachen aber nicht. Das Gerichtsverfahren und das Urteil der Verbannung nach Australien löste in ganz Großbritannien Proteste aus und es gab eine Unterschriftenaktion mit 800.000 Unterschriften ans Parlament. Durch die Aktionen der Gewerkschaften revidierte die Regierung das Urteil wieder. Es handelt sich dabei um eines der ersten nachhaltigen Ereignisse der Gewerkschaftsbewegung in Europa. Alljährlich wird dieses Ereignis durch das „Tolpuddle Martyrs' Festival“ mit einem Marsch durch Tolpuddle gefeiert.

## Sehenswürdigkeiten
- Der Schriftsteller Thomas Hardy, dessen Heimat Dorchester war, entwarf den fiktiven Ort Casterbridge nach dem Vorbild von Dorchester. Sein Haus in der Stadt (Max Gate) steht der Öffentlichkeit zu Besichtigung offen.

- Ein weiterer berühmter Sohn der Stadt ist der Admiral Thomas Masterman Hardy, der unter dem Oberkommando Lord Nelsons unter anderem in den Seeschlachten bei Abukir und von Trafalgar diente. Ihm zu Ehren steht auf einem Hügel im Südosten der Stadt das 22 m hohe Hardy Monument.

- Das Keep Military Museum erinnert an Regimenter, die in Dorset beheimatet waren.

## Verkehr
In Dorchester gibt es zwei Bahnhöfe. Die South Western Main Line verbindet die Stadt mit London und Southampton. Mit den Zügen der Heart of Wessex Line sind Westbury, Bath und Bristol zu erreichen.

## Söhne und Töchter der Stadt

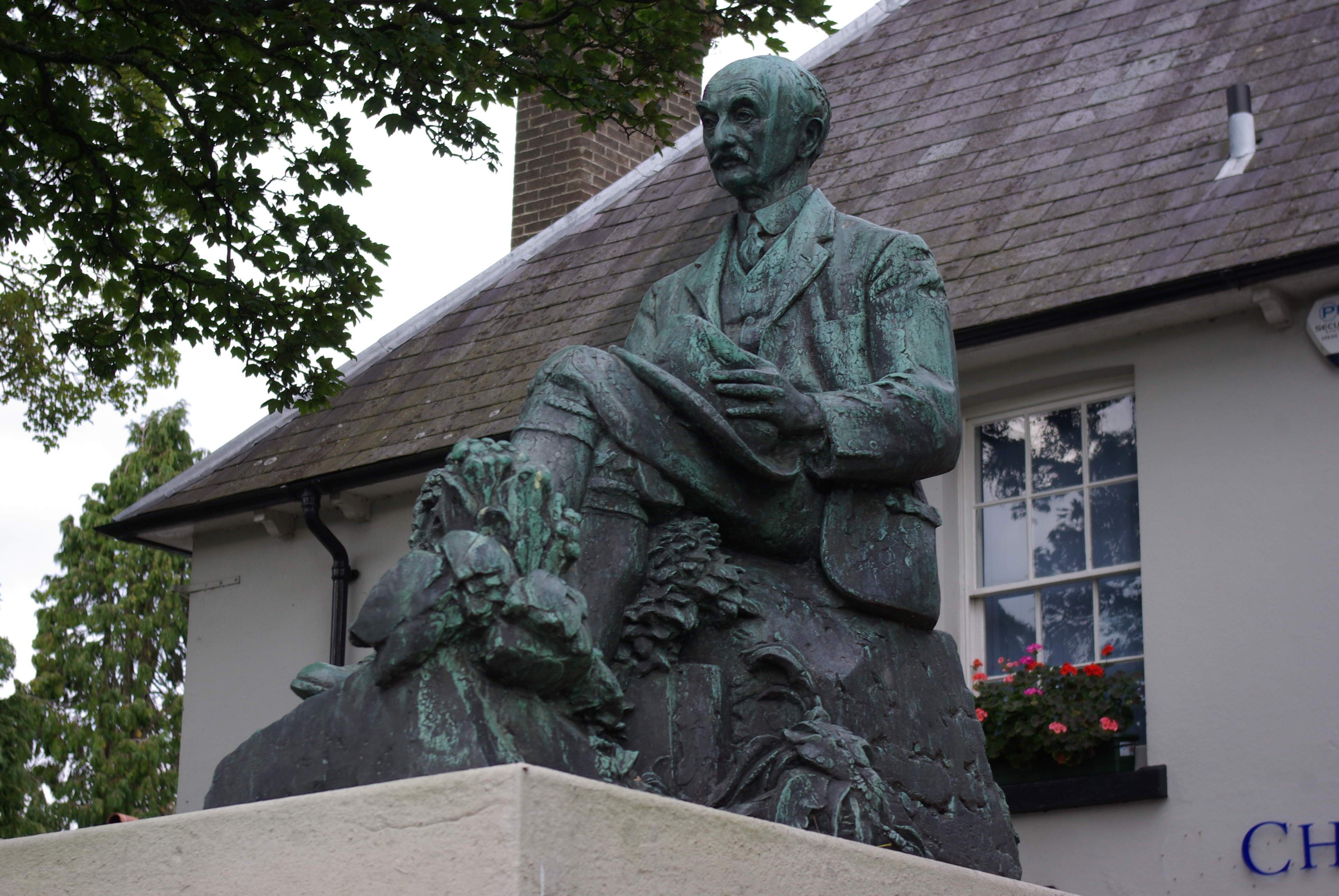
Das Denkmal von Thomas Hardy in Dorchester

- Thomas Hardy (1840–1928), Schriftsteller
- Frederick Treves (1853–1923), Chirurg
- Tom Roberts (1856–1931), Maler
- Edgar Amphlett (1867–1931), Fechter und Journalist
- Maurice Evans (1901–1989), Schauspieler
- Geoffrey Hutchings (1939–2010), Schauspieler
- Michael Francis Perham (1947–2017), anglikanischer Geistlicher
- Paul Hillier (* 1949), Dirigent und Bariton
- Nikki Hamblin (* 1988), neuseeländischer Mittelstreckenläuferin

## Partnerstädte
Dorchester schloss 1959 eine Städtepartnerschaft mit Bayeux, da Soldaten des Dorset-Regiments die französische Stadt 1944 von der deutschen Besatzung befreiten. Weitere Partnerstädte sind seit 1973 Lübbecke in Deutschland und seit 1992 Holbæk in Dänemark.